# Ascotis monachata
Ascotis monachata är en fjärilsart som beskrevs av Rudolf Pinker 1965. Ascotis monachata ingår i släktet Ascotis och familjen mätare. Inga underarter finns listade i Catalogue of Life.